# Echinocereus dasyacanthus
Echinocereus dasyacanthus ist eine Pflanzenart in der Gattung Echinocereus aus der Familie der Kakteengewächse (Cactaceae). Das Artepitheton dasyacanthus leitet sich von den griechischen Worten „δασύς“ (dasys) für ‚dicht‘, ‚rau‘, ‚struppig‘ und „άκανθα“ (akantha) für ‚Dorn‘ ab. Englische Trivialnamen sind Golden Rainbow „Hedgehog Cactus“, „Texas Rainbow Cactus“, „Texas Rainbow Hedgehog“ und „Yellow-Flowered Pitaya“.

## Beschreibung
Echinocereus dasyacanthus wächst meist einzeln mit mehrheitlich zylindrischen Trieben, die zu ihrer Spitze hin verjüngt sind. Die Triebe sind bis zu 35 Zentimeter lang und weisen Durchmesser von 13 Zentimeter auf. Es sind zwölf bis 21 Rippen vorhanden, die in niedrige Höcker gegliedert sind. Die gelben bis etwas rosafarbenen bis dunkelbraunen Dornen lassen sich häufig nicht in Mittel- und Randdornen unterscheiden. Die zwei bis fünf oder mehr Mitteldornen sind abstehend oder spreizend und weisen eine Länge von 0,2 bis 2,5 Zentimeter auf. Die zwölf bis 25 spreizenden Randdornen greifen mit denen der benachbarten Areolen ineinander und sind 0,5 bis 1,5 Zentimeter lang.
Die Blüten sind meist gelb, gelegentlich weißlich, orange-, rosa- oder purpurfarben. Sie erscheinen häufig an den Seiten der Triebe und erreichen Durchmesser von 5 bis 15 Zentimeter. Die grünen bis purpurfarbenen, meist kugelförmigen Früchte sind fleischig und mit abfallenden Dornen besetzt.

## Verbreitung, Systematik und Gefährdung
Echinocereus dasyacanthus ist in den Vereinigten Staaten in den Bundesstaaten Arizona, New Mexico und Texas sowie in den benachbarten mexikanischen Bundesstaaten Sonora, Chihuahua und Coahuila verbreitet.
Die Erstbeschreibung durch George Engelmann wurde 1848 veröffentlicht. Nomenklatorische Synonyme sind Cereus dasyacanthus (Engelm.) Engelm. (1849) und Echinocereus pectinatus var. dasyacanthus (Engelm.) N.P.Taylor (1984).
In der Roten Liste gefährdeter Arten der IUCN wird die Art als „Least Concern (LC)“, d. h. als nicht gefährdet geführt.

## Nachweise